# Jonathan Knight
Jonathan Knight (* 29. listopadu 1968, Worchester) je americký zpěvák. Je členem bývalé chlapecké skupiny New Kids on the Block. Je nejstarším členem skupiny a taky prvním, kdo ji opustil v roce 1994 před oficiálním rozdělením. Na jaře roku 2008 se Knight vrátil do show businessu a spolu s dalšími čtyřmi členy New Kids on the Block vydali své sedmé album The Block.

## Život
Jonathan Knight je starším bratrem Jordana Knighta, který také ve skupině účinkuje.
Po rozpadu skupiny pracoval Knight jako realitní investor. V roce 2000 přiznal, že trpí generalizovanou úzkostnou poruchou od jeho počátku u New Kids on the Block. Je otevřeným homosexuálem a 15. listopadu 2016 se zasnoubil s Harleym Rodriguezem.